# Clifford Geertz
Clifford James Geertz (ur. 23 sierpnia 1926 w San Francisco, zm. 30 października 2006 w Filadelfii) – amerykański antropolog kultury.

## Życiorys
Podczas II wojny światowej służył w wojsku. Po zakończeniu służby wojskowej studiował filozofię w Antioch College w Yellow Springs, Ohio. Studia te ukończył w 1950 roku. Następnie studiował antropologię społeczną na Wydziale Relacji Społecznych na Uniwersytecie Harvarda. Studia zakończył w 1956 roku obroną doktoratu - rozprawą zatytułowaną Religia w Modjokuto: studium wiary rytualnej w złożonym społeczeństwie. Uczył w kilku szkołach, a w końcu dołączył do antropologów pracujących na Uniwersytecie Chicagowskim i wykładał tam w latach 1960–1970. Następnie został profesorem nauk społecznych na Uniwersytecie Princeton. Pracował tam w latach 1970–2000 po czym przeszedł na emeryturę.
Geertz przeprowadził swoje pierwsze długoterminowe badania terenowe wraz z żoną Hildred na Jawie w Indonezji. Projekt był finansowany przez Fundację Forda i MIT. Przez dwa i pół roku wspólnie badali tam życie religijne małego, położonego na północy miasta, mieszkając z rodziną robotnika kolejowego.
Geertz otrzymał doktorat honoris causa z piętnastu uczelni i uniwersytetów, w tym Uniwersytetu Harvarda, Uniwersytetu Chicagowskiego i University of Cambridge.
Był dwukrotnie żonaty z antropolog Hildred Geertz, a po rozwodzie z antropolog Karen Blu.
Zmarł w 2006 roku na skutek komplikacji po wykonanej operacji serca.

## Koncepcje i publikacje
Geertz zaczął zajmować się antropologią dość późno, w zasadzie przez przypadek. Wcześniej studiował wiele kierunków, w tym filozofię i filologię angielską, zanim rozpoczął studia w Antioch College. Jak wspomina, początkowo chciał zostać pisarzem lub dziennikarzem, z czasem stwierdził, że to bardzo ciekawe, lecz mało praktyczne zawody, dlatego swojej zainteresowanie człowiekiem postanowił ukierunkować w stronę studiów antropologicznych.
Z czasem stworzył oryginalną koncepcję badań, stał się jednym z najbardziej inspirujących antropologów swego pokolenia i radykalnie odmienił oblicze współczesnej antropologii.
Geertz znany jest z wprowadzenia istotnych zmiany w podejściu do badań naukowych, powszechnego latach pięćdziesiątych. Wprowadził on do badań antropologicznych bardziej metaforyczny i literacki styl, czyniąc tym samym tę dziedzinę nauki bardziej powszechną i dostępną. 
Koncepcje swoje rozwinął w oparciu o filozofię hermeneutyczną, fenomenologię, semiotykę. Wpływ na jego idee mieli tacy myśliciele jak Paul Ricoeur (znany z filozofii łączącej opis fenomenologiczny z interpretacją hermeneutyczną), Martin Heidegger, Max Weber, Alfred Schütz (który łączył fenomenologię Edmunda Husserla z rozwijaną przez Maxa Webera teorią działania oraz z amerykańskim interakcjonizmem symbolicznym) oraz Kenneth Burke.
Prowadził własne badania w Afryce Północnej (w Maroku) i Azji Południowo-Wschodniej (na Bali i Jawie).
Był jednym z pierwszych antropologów, którzy zdali sobie sprawę ze złudzenia niewinności i fikcji, jaka pojawia się w badaniach terenowych przy uprawianiu antropologii. Stał się twórcą i najwybitniejszym przedstawicielem (obok Victora Turnera) antropologii interpretatywnej, która charakteryzuje się położeniem nacisku na osobę badacza, jego przeżycia i jego „nieprzezroczystość” – skupia się bardziej na interpretacji kultury niż na doszukiwaniu się jej struktur.
Geertz podkreślał uwikłanie badacza w proces tworzenia opisu, niemożność dotarcia w badaniach antropologicznych do absolutnej prawdy i problemy komunikacji między kulturami.
Zamiast badania ujednolicających, syntetycznych, całościowych kategorii (takich jak sztuka, światopogląd czy prawo zwyczajowe) postulował on analizy skoncentrowane na szczegółach i fragmentach. Geertz był jednak zdania, że badacz nawet w najdokładniejszym opisie nie osiągnie obiektywnej reprezentacji rzeczywistości innej kultury – może wytworzyć jedynie pewne wyobrażenia z pozoru obiektywnej rzeczywistości, a w istocie zgodnej z tym co w jego kulturze uznawane jest za obiektywne. Antropolog prowadząc badania nieświadomie przypisuje temu, co zaobserwował swoje prawdy i stawia je ponad prawdy badanych. Dlatego antropologia powinna zdawać sobie sprawę z niemożności osiągnięcia pełnego zrozumienia, z niekompletności i fragmentaryczności wiedzy na temat innych kultur. Dlatego też w badaniach należy na pierwszym miejscu stawiać wiedzę, którą posługują się na co dzień badani (wiedzę lokalną), a nie wiedzę badacza.
Na wiedzę lokalną składają się skomplikowane, zmienne relacje symboli. Relacje te swoje znaczenie wyrażają i uzyskują w działaniach członków danego kręgu kulturowego. Innymi słowy zdaniem Geertza to symbole kierują działaniem. Pracując na uniwersytecie w Chicago, Geertz stał się głównym rzecznikiem antropologii symbolicznej, która skupia uwagę na roli jaką w społeczeństwie odgrywa myślenie, czyli „symbole”. W swojej pracy z 1973 roku Interpretation of Cultures (Interpretacja kultur) definiuje kulturę jako system dziedzicznych idei wyrażanych w symbolicznej formie, za pomocą których ludzie komunikują się, uwieczniają i rozwijają swoją wiedzę o życiu i podejścia wobec życia. Kultura nadaje światu znaczenia i czyni go zrozumiałym. 
Symboliczny język kultury ma charakter publiczny, a więc antropolog nie musi poznawać ciemnych zakamarków umysłów poszczególnych jednostek; symbole tworzące kulturę są nośnikami pojęć, a sama kultura tworzy intelektualny składnik procesu społecznego. Należy zatem analitycznie odróżnić kulturę od struktury społecznej - ta pierwsza jest tworzywem znaczenia, dzięki któremu ludzie interpretują własne doświadczenia i kierują swoimi działaniami; struktura społeczna jest zaś formą, jaką przyjmuje działanie, będąc tym samym rzeczywistą siatką relacji społecznych. Kultura nie jest abstrakcyjnie uporządkowanym systemem, którego logikę tworzą ukryte zasady strukturalne; jeśli mówić w tym względzie o jakiejkolwiek logice, to należałoby jej szukać w działaniach społecznych, w których przejawiają się zinstytucjonalizowane porządki symboliczne, z jakich - na drodze interpretacji - dają się odczytać reguły zachowań.
Zadanie antropologa polega na próbie (choć nie jest to w pełni możliwe) interpretacji symboli, które w danej kulturze pełnią funkcje przewodnie.
Geertz też, podobnie jak Victor Turner, wskazywał na trudność w stawianiu jednoznacznych hipotez na temat istniejących w danej kulturze symboli z uwagi na ich kondensację (jeden symbol może określać wiele sensów, działań i znaczeń) oraz sprzeczność, wykluczanie i polaryzację znaczeń. Określony sens powstaje dynamicznie. Niemożliwe jest więc określenie tego, co oznacza na przykład dany gest, zachowanie, rytuał, gdyż w zależności od kontekstu może on oznaczać każdorazowo coś innego.
Na przykładzie walk kogucich na Bali, które opisał w swoim eseju Deep Play. Notes on the Balinese Cockfight (Głęboka gra. Notatki na temat walk kogutów na Bali)  wykazał, że nie są to jedynie zawody „sportowe”.  Walki te można interpretować jako metaspołeczny komentarz: „do całej kwestii klasyfikacji istot ludzkich według ściśle ustalonych kategorii statusowych, a także zorganizowaniem przeważającej części życia zbiorowego zgodnie z tym uporządkowaniem […] to balijskie odczytywanie balijskiego doświadczenia, to historia, jaką  Balijczycy opowiadają sobie samym – o sobie.
Członkowie danej kultury dokonują interpretacji doświadczeń, które im się przydarzają w życiu codziennym i odpowiednio do tych interpretacji podejmują określone działania. Badacz natomiast dokonuje interpretacji tych interpretacji starając się w ten sposób zrozumieć badanych. Ustalenia badacza są więc zawsze jedynie pewną fikcją wytwarzaną przez badacza. Nie można więc na gruncie antropologii interpretatywnej raz na zawsze ustalić wersji prawdy tej samej dla badacza i badanego – możliwe jest natomiast osiągnięcie pewnego chwilowego porozumienia.
Dlatego też według Geertza antropologia powinna uwzględniać niemożliwość osiągnięcia pełnego zrozumienia, a co za tym idzie niekompletności i fragmentaryczności wiedzy antropologicznej na temat innych kultur.
Greetz podkreślał, że jeśli chcemy  zrozumieć czym jest dana nauka, nie powinniśmy w pierwszej kolejności przyglądać się powstałym na jej gruncie teoriom i wynikom badań, a temu czym tak naprawdę zajmują się działający w jej obrębie praktycy. Praktycy aktywni na polu antropologii, a przynajmniej antropologii społecznej, zajmują się tworzeniem etnografii. I właśnie poprzez zrozumienie tego czym jest etnografia, możemy poczynić pierwszy krok w kierunku uchwycenia tego, do czego sprowadza się analiza antropologiczna jako forma wiedzy.  Jednak tym co definiuje etnografię nie są techniki i gotowe procedury, ale swoisty dla niej rodzaj intelektualnego wysiłku: złożona operacja, którą jest tworzenie tzw. ,,opisu gęstego”.
Geertz wskazał na myślowy związek pomiędzy działaniami członków danej społeczności i sensem. Jeśli działania ludzi zawsze niosą ze sobą jakieś sensy (i wytwarzają je), to powinny być odczytywane w sposób podobny do tekstów literackich. Kulturę można więc traktować jak tekst, a działalność antropologa można upodobnić do badań literackich, mających na celu interpretację tekstów kulturowych. Nie należy więc poprzestawać na tym, co Geertz określił jako „opis rzadki”, czyli tradycyjnej rejestracji zaobserwowanych faktów i rozszyfrowywaniu na ich podstawie praw danej kultury. Trzeba przyjąć perspektywę badawczą określoną przez Geertza mianem „opisu gęstego”, który uwzględnia nie tylko zachowania, ale także ich kontekst. Tworzenie opisu gęstego polega na rekonstruowaniu kolejnych poziomów znaczeń sytuacji badanych przez antropologa. Proces tworzenia takiego opisu nigdy nie może być zakończony. Jego często cytowany esej Deep Play. Notes on the Balinese Cockfight (Głęboka gra. Notatki na temat walk kogutów na Bali) zawarty w książce Interpretation of Cultures to klasyczny przykład opisu gęstego. Opis taki nie formułuje uniwersalnych teorii. Zamiast tego skupia się na badaniu znaczenia – dąży do zrozumienia sensów jakie swoim działaniom przypisują członkowie obcych kultur. Antropologia Geertza jest czymś w rodzaju przekopywania się przez warstwy utrwalone w danej kulturze i ukazywania ich z pomocą warstw opisu.
Takie podejście było bardzo nowatorskie. Geertz był jednym z pierwszych badaczy, którzy spostrzegli, że wgląd, jaki daje filozofia operująca zwykłym językiem i analiza literacka, mogą mieć w naukach społecznych znaczącą moc objaśniania.
Praca Works and Lives to zbiór czterech portretów kluczowych postaci dwudziestowiecznej antropologii: Claude’a Levi-Straussa, Edwarda Evans-Pritcharda, Bronisława Malinowskiego, Ruth Benedict. Geertz zapuścił się w tej pracy jeszcze dalej ze swoim podejściem interpretacjonistycznym i zinterpretował twórczość samych badaczy kultury. Geertz ukazuje sposoby skonstruowania ich prac (a ściślej konstruowania świata jaki przedstawiają w swoich pracach). Wskazuje dlaczego dzieła te oddziałują tak mocno i wytyczają drogi dla innych. Analizuje sposoby obrazowania i metafory stosowane przez wybranych autorów i dowodzi, że antropologia jest po prostu odmianą pisarstwa.
W swoim zbiorze esejów Interpretacja kultur wskazuje, że etnografia sprowadza się do opisu gęstego. Poza nieodzowną rutynową i mechaniczną pracą dotycząca gromadzenia danych, jest ona mnogością złożonych struktur pojęciowych, z których wiele nakłada się na siebie i ze sobą splata. Struktury te wydają się początkowo niejasne dla badacza iz  czasem musi pojąć, aby następnie wiernie odwzorować w tekście. Praktykowanie etnografii, jest zdaniem Geertza, jak próby odczytania manuskryptu. Manuskryptu napisanego w obcym języku, wypłowiałego, pełnego opuszczeń, niespójności, podejrzanych poprawek i tendencyjnych komentarzy, i na dodatek nie w formie skonwencjonalizowanych graficznych znaków odpowiadających odpowiednim dźwiękom, lecz ulotnych przykładów uformowanych zachowań. 

## Najważniejsze prace
- The Religion of Java (1960)
- Peddlers and Princes: Social Development and Economic Change in Two Indonesian Towns (1963)
- Agricultural Involution: the process of ecological change in Indonesia (1964)
- Islam Observed, Religious Development in Morocco and Indonesia (1968)
- The Interpretation of Cultures (1973)
- Kinship in Bali (1975)
- Negara: The Theatre State in Nineteenth Century Bali (1980)
- Local Knowledge: Further Essays in Interpretive Anthropology (1983)
- Works and Lives: The Anthropologist As Author  (1988)
- After the Fact: Two Countries, Four Decades, One Anthropologist (1995)
- Available Light: Anthropological Reflections on Philosophical Topics (2000)

## Tłumaczenia na język polski
- Interpretacja kultur. Wybrane eseje, Kraków 2005, Wydawnictwo Uniwersytetu Jagiellońskiego, seria Cultura, ISBN 83-233-2054-3 (The Interpretation of Cultures 1973)
- Negara. Państwo-teatr na Bali w XIX wieku, Kraków 2006, Wydawnictwo Uniwersytetu Jagiellońskiego, seria Cultura, ISBN 83-233-2180-9 (Negara. The Theater State in Nineteenth Century Bali 1980)
- Wiedza lokalna. Dalsze eseje z zakresu antropologii interpretatywnej, Kraków 2005, Wydawnictwo Uniwersytetu Jagiellońskiego, seria Cultura, ISBN 83-233-1931-6 (Local Knowledge 1983)
- Dzieło i życie. Antropolog jako autor, Warszawa 2000, Wydawnictwo KR, ISBN 83-86989-54-8 (Works and Lives 1988)
- Po fakcie. Dwa kraje, cztery dekady, jeden antropolog, Kraków 2010, Wydawnictwo Uniwersytetu Jagiellońskiego, seria Cultura, ISBN 978-83-233-2966-4 (After the Fact. Two Countries, Four Decades, One Anthropologist 1995)
- Zastane światło. Antropologiczne refleksje na tematy filozoficzne, Kraków 2003, Wyd. Universitas, seria Horyzonty Nowoczesności (Available Light 2000)